# Bernhard Garn
Bernhard Garn (ur. 22 marca 1987 w Wiedniu) – austriacki wioślarz.

## Osiągnięcia
- Mistrzostwa Świata U-23 – Hazewinkel 2006 – czwórka podwójna – 8. miejsce[1].
- Mistrzostwa Świata U-23 – Glasgow 2007 – dwójka podwójna – 5. miejsce[1].
- Mistrzostwa Europy – Poznań 2007 – dwójka podwójna – 9. miejsce[1].